# Нестор Горосіто
Нестор Рауль Горосіто (ісп. Néstor Raúl Gorosito, нар. 14 травня 1964, Сан-Фернандо) — аргентинський футболіст, що грав на позиції півзахисника. По завершенні ігрової кар'єри — футбольний тренер. З 2021 року очолює тренерський штаб команди «Хімнасія і Есгріма».
Виступав на батьківщині за клуби «Рівер Плейт» та «Сан-Лоренсо», а також австрійський «Сваровскі-Тіроль», чилійський «Універсідад Католіка» та японський «Йокогама Ф. Марінос». Крім тогу у складі національної збірної Аргентини був переможцем (1993) та бронзовим призером (1989) Кубка Америки.
На посаді тренера працював з низкою аргентинських клубів, а також з іспанськими «Хересом» та «Альмерією».

## Клубна кар'єра
Народився 14 травня 1964 року в місті Сан-Фернандо в агломерації Великий Буенос-Айрес. Вихованець футбольної школи клубу «Рівер Плейт». Дорослу футбольну кар'єру розпочав 1983 року в основній команді того ж клубу, в якій провів п'ять сезонів, взявши участь у 105 матчах чемпіонату. У сезоні 1985/86 Горосіто з командою став чемпіоном Аргентини, і в тому ж році допоміг команді вперше в історії виграти Кубок Лібертадорес та Міжконтинентальний кубок, а наступного року — Міжамериканський кубок.
1988 року Нестор перейшов у «Сан-Лоренсо», де, незважаючи на відсутність основних трофеїв, сформував з Альберто Акостою одну з найкращих зв'язок форвардів в Аргентині на той час, ставши у сезоні 1988/89 найкращим бомбардиром чемпіонату з 20 голами. У 1989 році Нестор відправився в австрійський «Сваровскі-Тіроль», де став чемпіоном країни та найкращим футболістом року, але після розформування клубу в 1992 році повернувся в «Сан-Лоренсо». В цілому він зіграв 174 матчі за «синьо-гранатових» і забив 45 голів.
В 1994 році Горосіто став гравцем чилійської «Універсідад Католіки», яка була укомплектована, зокрема, аргентинцями Альберто Акостою і Серхіо Васкесом. Горосіто був куплений, щоб відродити великий дует з Альберто Акостою і обидва були ключовими гравцями «Католіки» в сезонах 1994 і 1995 років, ставши одними з кумирів всіх часів для любителів «Крусадос». Команда посіла перше місце і виграла міжнародний клубний трофей, Міжамериканський кубок 1994 року, а також Кубок Чилі 1995 року, крім того, команда успішно кваліфікувалася на Кубок Лібертадорес у 1994 і 1995 році. У 1994 році Горосіто був визнаний найкращим гравцем року клубу.
На початку 1996 року Горосіто і Альберто Акоста переїхали до Японії, щоб грати в «Йокогама Ф. Марінос», але Нестор в тому ж році повернувся в «Сан-Лоренсо», де провів ще три сезони.
Завершив професійну ігрову кар'єру у клубі «Універсідад Католіка», у складі якого вже виступав раніше. Вдруге Горосіто прийшов до команди 1999 року і захищав її кольори до припинення виступів на професійному рівні у 2001 році.

## Виступи за збірну
1989 року дебютував в офіційних матчах у складі національної збірної Аргентини. В тому ж році був включений до заявки на Кубок Америки 1989 року у Бразилії, на якому команда здобула бронзові нагороди. Горосіто з'явився на полі в двох іграх — з Болівією і Уругваєм.
Через чотири роки Горосіто став учасником розіграшу Кубка Америки 1993 року в Еквадорі, здобувши того року титул континентального чемпіона. На цьому турнірі Горосіто з'явилися у всіх шести матчах збірної — з Болівією, Колумбією, Мексикою, Бразилією, знову Колумбією і Мексикою у фіналі. Нестор також брав участь у відбіркових матчах до чемпіонату світу 1994 і 1998 року, але не потрапляв в остаточні заявки гравців, які взяли участь у фінальних частинах турніру.
Останній матч за збірну провів 2 квітня 1997 року проти збірної Болівії (1:2) у відборі на французький «мундіаль», забивши в тому матчі свій перший і єдиний гол за збірну. Загалом протягом кар'єри у національній команді провів у формі головної команди країни лише 19 матчів, забивши 1 гол.

## Кар'єра тренера
Розпочав тренерську кар'єру невдовзі по завершенні кар'єри гравця, 2002 року, очоливши тренерський штаб клубу «Нуева Чикаго» і зумів врятувати команду від вильоту. Після такого початку Горосіто був призначений на посаду тренера «Сан-Лоренсо», з яким посів друге місце у Апертурі 2003 року. Однак, команда втратила в результативності і він був звільнений в 2004 році після серії невдач синьо-гранатових.
2005 року Горосіто став тренером «Лануса», де пропрацював лише місяць, після чого був змушений піти у відставку через погані результати.
У 2006 році Нестор був призначений тренером «Росаріо Сентраль», а роком пізніше став тренером «Архентінос Хуніорс», де працював дуже успішно, оскільки дійшов до півфіналу Південноамериканського кубка 2008 року.
4 грудня 2008 року, після кількох зустрічей з президентом «Рівер Плейт» Хосе Марією Агіларом, Горосіто був затверджений як новий тренер клубу. Під час перебування з «Рівер Плейті» йому не вдалося витримати конкуренцію з «Бока Хуніорс», також команда вилетіла в першому раунді Кубка Лібертадорес 2009 року. Після різкої критики Горосіто офіційно подав у відставку 4 жовтня 2009 року після поразки від «Сан-Лоренсо».
На початку 2010 року Нестор був призначений тренером «Хереса» з іспанської Прімери. За результатами другого кола «Херес» займав дев'яте місце в турнірній таблиці, однак йому не вдалося врятувати команду від вильоту через низькі результати першого кола, тому команда за підсумками сезону була знижена в класі до другого дивізіону. Згодом переговори щодо Горосіто поновилися (він був звільнений частково через погану економічну ситуацію в клубі), на нього претендували аргентинські команди, у боротьбу за тренера вступили також дві іспанські команди: «Реал Вальядолід» та «Альмерія».
У вівторок 20 вересня 2011 року Горосіто підписав контракт з «Архентінос Хуніорс», де пропрацював менше року і подав у відставку в березні 2012 року в зв'язку з тривалим періодом відновлення після серйозної автомобільної аварії, яка сталася в суботу 25 лютого 2012 року.
Влітку 2012 року він отримав кілька пропозицій від команд з Аргентини і Іспанії, але не погодився на жодну з них. У жовтні 2012 року він підписав контракт з «Тігре», який вивів у фінал Південноамериканського кубка 2012 року, де після кінця першої половини матчу з «Сан-Паулу» (0:0) вирішив не виводити команду на другий тайм, у зв'язку з серйозними інцидентами з місцевою поліцією та програшем в першому матчі з рахунком 2:0. 6 липня 2013 року Горосіто подав у відставку через розбіжності з керівництвом клубу.
У жовтні 2014 року Горосіто знову став тренером «Архентінос Хуніорс», але і цього разу надовго в команді не затримався, покинувши її в листопаді 2015 року.
23 грудня 2015 року Горосіто був призначений головним тренером іспанської «Альмерії», яка йшла на останньому місці в Сегунді, але у травні 2016 року був звільнений за кілька турів до завершення чемпіонату через те, що команда опустилась назад в зону вильоту після поразки від «Уески». В підсумку команда вже без Горосіто змогла зайняти 18 місце і врятуватись від вильоту.
Сам же Горосіто повернувся на батьківщину, де очолив команду «Сан-Мартін» (Сан-Хуан), а згодом знову тренував «Тігре».
Протягом 2020—2021 років працював у Парагваї з «Олімпією» (Асунсьйон), після чого очолив чергову аргентинську команду, цього разу «Хімнасію і Есгріму».

## Особисте життя
Горосіто має чотирьох дітей від першого шлюбу: Агустіна (1988), Стефанія (1990), Орнелла (1992) і Тобіаса (1994) і двох дітей від своєї другої дружини: Лара (2005) і Бруно (2006).

## Статистика

### Збірна
| Збірна Аргентини | Збірна Аргентини | Збірна Аргентини |
| Роки             | Ігри             | Голи             |
| ---------------- | ---------------- | ---------------- |
| 1989             | 5                | 0                |
| 1990             | 2                | 0                |
| 1991             | 0                | 0                |
| 1992             | 2                | 0                |
| 1993             | 8                | 0                |
| 1994             | 0                | 0                |
| 1995             | 0                | 0                |
| 1996             | 0                | 0                |
| 1997             | 2                | 1                |
| Всього           | 19               | 1                |

## Титули і досягнення

### Національні
- Чемпіон Аргентини (1):

«Рівер Плейт»: 1985–86
- Чемпіон Австрії (1):

«Сваровскі-Тіроль»: 1989–90
- Володар Кубка Чилі (1):

«Універсідад Католіка»: 1995

### Міжнародні
- Володар Кубка Лібертадорес (1):

«Рівер Плейт»: 1986
- Володар Міжконтинентального кубка (1):

«Рівер Плейт»: 1986
- Володар Міжамериканського кубка (2):

«Рівер Плейт»: 1987
«Універсідад Католіка»: 1994

### Збірна
- Володар Кубка Америки (1):

Аргентина: 1993
- Бронзовий призер Кубка Америки (1):

Аргентина: 1989
- Володар Кубка Артеміо Франкі (1):

Аргентина: 1993

### Особисті
- Найкращий бомбардир чемпіонату Аргентини: 1988–89 (20 голів)
- Футболіст року в Австрії: 1991